# Dorothy M. Johnson
Œuvres principales
Contrée indienne (1953)
Dorothy Marie Johnson, née le 19 décembre 1905 à McGregor (Iowa) et morte le 11 novembre 1984 à Missoula (Montana), est une auteure américaine surtout connue pour ses nouvelles westerns.

## Biographie
Alors que Dorothy M. Johnson étudie à la Whitefish High School, elle travaille comme journaliste pour le journal The Daily Inter Lake de Kalispell (Montana).
Elle étudie l'anglais à l'université avant de se marier. Ce bref mariage se termine par un divorce.
Sa carrière d'écrivain s'amorce en 1930 quand le journal The Saturday Evening Post lui achète Bonnie George Campbell, sa première nouvelle, pour la somme de 400 dollars. Elle ne se remet pourtant à l'écriture d'autres nouvelles que près de douze ans plus tard, en 1941. L'avénement de la Deuxième Guerre mondiale, alors qu'elle travaille pour le Air Warden Service, lui laisse néanmoins assez de temps pour écrire. Après le conflit, elle intensifie la fréquence de ses publications et devient célèbre grâce à ses nouvelles westerns, notamment A Man Called Horse (en) (1950), The Man Who Shot Liberty Valance (1949) et The Hanging Tree (1957).
Bien que sa réputation tienne surtout à ses qualités de nouvelliste, elle est également romancière et auteur d'ouvrages de littérature d'enfance et de jeunesse.

### Décès
Fière de son autonomie, en dépit de son mariage raté, elle a déclaré avant sa mort que son épitaphe devrait être "Payé intégralement". Sur sa tombe, au cimetière de Whitefish (Montana), se lit simplement le mot "PAID" (payé). Elle est morte le 11 novembre 1984.

## Œuvre

### Romans
- Buffalo Woman (1977)
- All the Buffalo Returning (1979)

### Romans de littérature d'enfance et de jeunesse
- Farewell to Troy (1964)
- Witch Princess (1967)

### Recueils de nouvelles
- Beulah Bunny Tells All (édition américaine, 1942) ; Miss Bunny Intervenes (édition britannique, 1948)
- Indian Country (publié plus tard sous le titre A Man Called Horse) (1953) Contrée indienne, traduit de façon partielle par Lili (pour Liliane) Stztajn, Paris, J.-C. Lattès, 1986 (BNF 35013700) ; réédition, Paris, UGE, coll. « 10/18. Domaine étranger » no 2375, 1993  (ISBN 2-264-01908-5) ; réédition, Paris, Gallmeister, 2013  (ISBN 978-2-35178-527-0) ; réédition dans une traduction revue et complétée, Paris, Gallmeister, coll. « Totem », 2017  (ISBN 978-2-35178-654-3)
- The Hanging Tree (1957) La Colline des potences, traduit de façon partielle par Lili (pour Liliane) Stztajn, Paris, Terrain vague-Losfeld, 1989  (ISBN 2-85208-103-2) ; réédition, Paris, UGE, coll. « 10/18. Domaine étranger » no 2376, 1993  (ISBN 2-264-01909-3) ; réédition, Paris, Gallmeister, 2015  (ISBN 978-2-35178-553-9) ; réédition dans une traduction revue et complétée, Paris, Gallmeister, coll. « Totem » no 53, 2017  (ISBN 978-2-35178-653-6)
- Flame on the Frontier: Short Stories of Pioneer Woman (1967)
- The Man Who Knew the Buckskin Kid (1976)

### Nouvelles
- Bonnie George Campbell (1930)
- Fruit Tramps (1930)
- Fellow Has to Get Away Sometime (1941)
- This Will Be Mine (1941)
- Going to Whittingham Fair (1941)
- Cruel Barbara Ellen (1942)
- Miss Bunny Goes to Jail (1942)
- Blanket Squaw (1942)
- Beulah Bunny and the Lethal Blade (1942)
- Beulah Bunny’s Private Zoo (1942)
- Date with a Soldier (1943)
- Beulah Bunny Barters Bonds (1943)
- Beulah Bunny and the Boy Called Joe (1943)
- The Lost Musician (1944)
- Letter from Bessie (1944)
- Home Coming (1944)
- The Snow Is on the Grass Again (1944)
- The Gay Desperado (1945)
- Widow’s Walk (1945)
- Wild Kitten (1946)
- Difficult Courtship (1948)
- Beyond the Frontier (1948)
- The Man Who Shot Liberty Valance (1949)
- First Date (1949)
- A Man Called Horse (1950)
- Prairie Kid (1950)
- War Shirt (1950)
- Scars of Honor (1950)
- Sensible Marriage (1950)
- Flame on the Frontier (1950)
- Last Boast (1951)
- Warrior’s Exile (1951)
- The Unbeliever (1952)
- The Deer Hunter (1952)
- Gallagher’s Wife (1952)
- Too Soon a Woman (1953)
- Journey to the Fort (1953)
- Journal of Adventure (1954)
- The Last Stand (1954)
- I Woke Up Wicked (1955)
- The One Who Knew the Buckskin Kid (1955)
- The Day the Sun Came Out (1955)
- Lost Sister (1956)
- The Hanging Tree (1957)
- The Elk Tooth Dress (1958)
- The Lady and the Killer (1959)

### Autres publications
- The Private Secretary par John Robert Gregg (1943) ; écrit par Johnson comme nègre littéraire
- Famous Lawmen of the Old West (1963)
- Ancient Greek Dress (1964)
- Greece: Wonderland of the Past and Present (1964)
- Some Went West (1965)
- Artists of Carmel: 15 Profiles (1968)
- Warrior for a Lost Nation (1969)
- All About Riding: Learn to Ride—and Ride Well (1969)
- Western Badmen (1970)
- The Bloody Bozeman: The Perilous Trail to Montana's Gold (1971)
- Montana (States of the Nation series) (1971)
- The Bedside Book of Bastards (1973), écrit en collaboration avec R. T. Turner
- When You and I Were Young, Whitefish (1982), mémoires Quand toi et moi étions jeunes, Whitefish, traduit par Béatrice Vierne, Paris, Hoëbeke, coll. « Le grand dehors », 1999  (ISBN 2-84230-080-7)